# Маргарет фон Шлезвиг-Холщайн-Зондербург-Пльон
Марагрет фон Шлезвиг-Холщайн-Зондербург-Пльон (на немски: Margaret von Schleswig-Holstein-Sonderburg-Plön; * 24 февруари 1583, Зондербург; † 10 април 1638, Зиген) е принцеса от Шлезвиг-Холщайн-Зондербург и чрез женитба графиня на Насау-Зиген.

## Произход
Тя е най-малката дъщеря, дванадесетото дете, на херцог Йохан фон Шлезвиг-Холщайн-Зондербург (1545 – 1622) и първата му съпруга херцогиня Елизабет фон Брауншвайг-Грубенхаген (1550 – 1586), дъщеря на херцог Ернст III фон Брауншвайг-Грубенхаген. Нейният баща е третият син на крал Кристиан III от Дания (упр. 1534 – 1559) и брат на крал Фредерик II (упр. 1559 – 1588).

## Фамилия
Маргарет се омъжва на 27 август 1603 г. в Ротенбург в Хесен за граф Йохан VII фон Насау-Зиген (1561 – 1623). Тя е втората му съпруга. Двамата имат 13 деца:
- Йохан Мориц (* 1604; † 1679), нар. Бразилеца, нидерландски фелдмаршал
- Георг Фридрих (* 1606; † 1674)
- Вилхелм Ото (* 23 юни 1607; † 14 август 1641), пада убит във Волфенбютел
- Луиза Христина (1608 – 1685), ∞ барон Филипе Франсоа du Houx de Watteville (* 1605; † 1636)
- София Маргарета (1610 – 1665), ∞ граф Георг Ернст фон Лимбург-Щирум (* 1593; † 1661)
- Хайнрих (* 1611; † 1652)
- Мария Юлиана (1612 – 1665), ∞ херцог Франц Хайнрих фон Саксония-Лауенбург (* 1604; † 1658)
- Амалия (1613 – 1669), ∞ I) 28 април 1636 в Щетин, Херман фон Врангел (29 юни 1587; † 11 декември 1643), ∞ II) 3 април 1649 в Стокхолм Христиан Август фон Зулцбах (* 26 юли 1622; † 23 април 1708)
- Бернхард (* 1614; † 1617)
- Христиан (* 16 юли 1616; † 11 април 1644), пада убит в Дюрен, ∞ Анна Барбара Квад фон Ландскрон
- Катарина (* 1617; † 1645)
- Йохан Ернст II (* 1618; † 1639)
- Елизабет Юлиана (* 1620; † 1665), ∞ граф Бернхард фон Сайн-Витгенщайн (* 1620; † 1675)